# 亞里夫卡 (沃倫州)
亞里夫卡（羅馬化：Yarivka）是烏克蘭西部沃倫州盧茨克區霍羅希夫市鎮的村莊，始建於1946年，面積5.09平方公里，海拔高度216米，2001年人口339，人口密度每平方公里66.6人。